# Bippen
Bippen är en kommun och ort i Landkreis Osnabrück i förbundslandet Niedersachsen i Tyskland.
Kommunen ingår i kommunalförbundet Samtgemeinde Fürstenau tillsammans med ytterligare två kommuner.